# RMS Adriatic

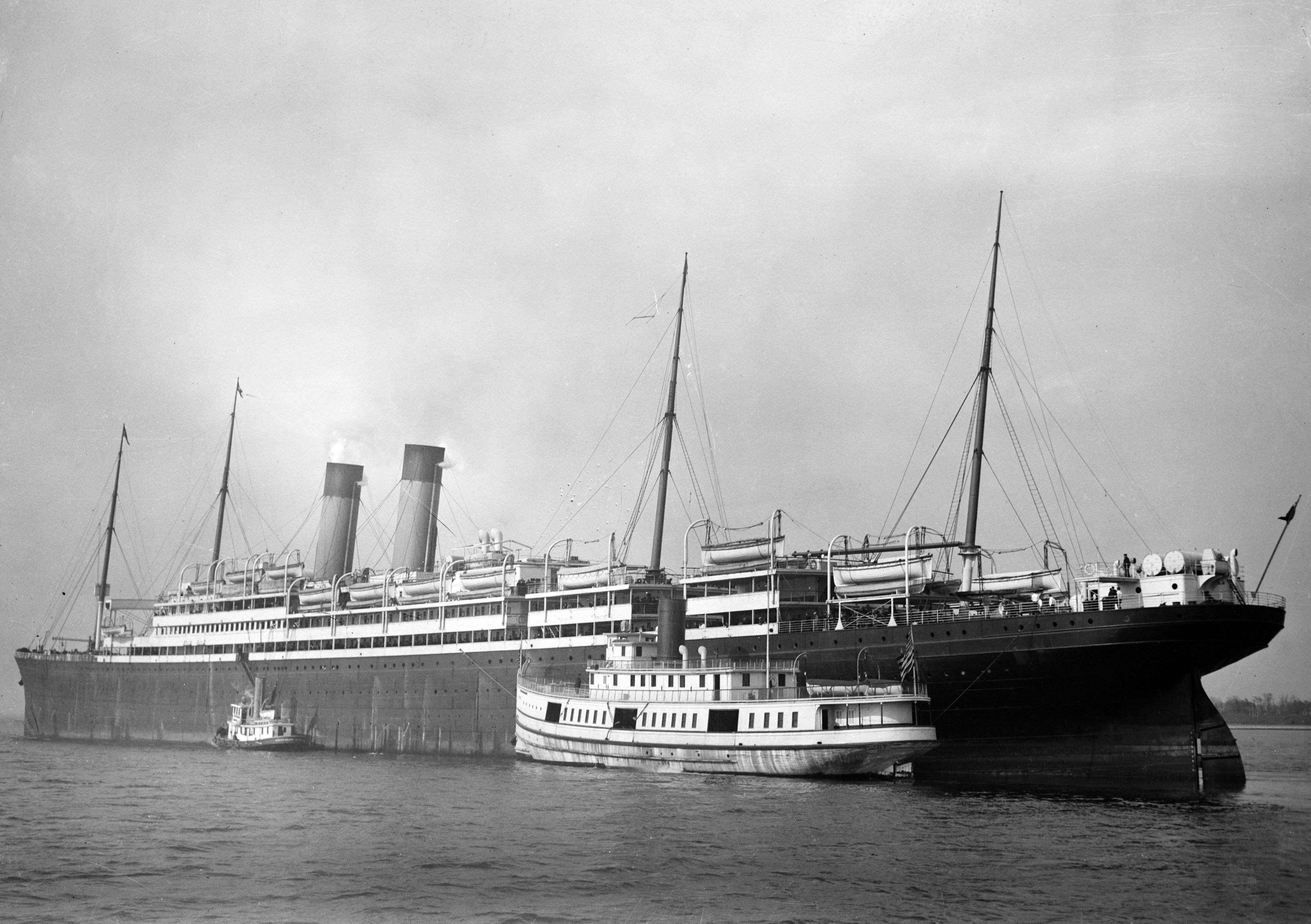
RMS Adriatic

RMS Adriatic a fost un pachebot al companiei White Star Line. A fost a patra dintr-un cvartet de nave de 20.000 de tone fiecare numit Cele Patru Mari. Adriatic a fost singura din cele patru care să nu fie niciodată cea mai mare navă din lume dar, din cele patru, a fost cea mai rapidă. Adriatic a fost prima navă de pasageri din lume care să aibă bazin de înot interior și baie turcească.
A fost construită de șantierele navale Harland and Wolff și a fost lansată pe 20 septembrie 1906 (în aceeași zi cu nava Cunard, Mauretania). Când a fost finalizată avea o lungime de 222 metri, o lățime de 23 metri, o masă de aproximativ 24.500 de tone și putea atinge o viteză maximă de 17 noduri (31 km/h). A pornit în călătoria inaugurală de la Liverpool spre New York pe 8 mai 1907 sub comanda căpitanului Edward Smith. După călătoria inaugurală locul de plecare a fost mutat la Southampton. A fost nava ce a inaugurat tradiția companiei White Star de a pleca din Southampton și a fost prima navă White Star care să utilizeze noul doc construit în Southampton numit White Star Dock (a fost redenumit Ocean Dock în 1922). A efectuat curse pe această rută până în 1911 când a fost preluată de Olympic iar Adriatic s-a întors la punctul de plecare din Liverpool. Adriatic se afla în New York când a avut loc dezastrul Titanicului iar mare parte din supraviețuitori s-au întors în Anglia la bordul ei, inclusiv patronul White Star, J. Bruce Ismay, și Millvina Dean, cea mai tânără supraviețuitoare. 
În timpul Primului Război Mondial Adriatic a servit ca navă de transportat trupe și a supraviețuit războiului fără niciun indident. După terminarea războiului s-a întors la serviciul civil. În 1933 a fost retrasă de pe ruta transatlantică și a fost transformată în navă de croazieră.
Adriatic a pornit din Liverpool pentru ultima dată pe 19 decembrie 1934 în cea mai lungă călătorie a sa, spre Onomichi, Japonia pentru a fi dezmembrată.